# روبرت يونغ (كاتب)
روبرت يونغ (بالإنجليزية: Robert M. Young) (و. 1924  م) هو مخرج أفلام، ومصور سينمائي، وكاتب سيناريو، من الولايات المتحدة الأمريكية، ولد في نيويورك.

## التعليم
تعلم في جامعة هارفارد.

## جوائز
حصل على جوائز منها:
- جائزة جورج بولك [الإنجليزية]‏
- جائزة بيبودي [الإنجليزية]‏
- جائزة إيمي.

## وصلات خارجية
- روبرت يونغ على موقع IMDb (الإنجليزية)
- روبرت يونغ على موقع ألو سيني (الفرنسية)
- روبرت يونغ على موقع أول موفي (الإنجليزية)
- روبرت يونغ على موقع قاعدة بيانات الأفلام السويدية (السويدية)
- روبرت يونغ على موقع إن إن دي بي (الإنجليزية)
- روبرت يونغ على موقع قاعدة بيانات الفيلم (الإنجليزية)
- روبرت يونغ على موقع كينوبويسك (الروسية)
- روبرت يونغ على موقع كينوبويسك (الروسية)
- روبرت يونغ على موقع كينوبويسك (الروسية)